# تشينروب سامفاودي
تشينروب سامفاودي (بالتايلندية: เจนรบ สำเภาดี) (2 يونيو 1995 بسورين في تايلاند - ) هو لاعب كرة قدم تايلندي في مركز الهجوم. شارك مع منتخب تايلاند تحت 20 سنة لكرة القدم ومنتخب تايلاند تحت 23 سنة لكرة القدم ومنتخب تايلاند لكرة القدم. أما مع النوادي، فقد لعب مع نادي بوليس تيرو وRBAC F.C. ‏ وBangkok Christian College F.C. ‏.

## وصلات خارجية
- تشينروب سامفاودي على موقع قاعدة بيانات كرة القدم.إي يو (الإنجليزية)
- تشينروب سامفاودي على موقع ناشيونال فوتبول تيمز (الإنجليزية)
- تشينروب سامفاودي على موقع Soccerway.com (الإنجليزية)
- تشينروب سامفاودي على موقع عالم كرة القدم.نت (الإنجليزية)